# Judo en los Juegos Olímpicos de Tokio 2020
El torneo de judo  en los Juegos Olímpicos de Tokio 2020 se realizó en la arena Nippon Budokan de Tokio del 24 al 31 de julio de 2021.
En total fueron disputadas en este deporte 15 pruebas diferentes, 7 masculinas, 7 femeninas y una mixta. El programa de competiciones se modificó en relación con la edición anterior, la prueba de equipo mixto fue añadida al programa.

## Medallistas

### Masculino
| Evento                | Oro                             | Plata                           | Bronce                                                            |
| --------------------- | ------------------------------- | ------------------------------- | ----------------------------------------------------------------- |
| –60 kg (24 de julio)  | Naohisa Takato · Japón          | Yang Yung-Wei · China Taipéi    | Yeldos Smetov · Kazajistán Luka Mkheidze · Francia                |
| –66 kg (25 de julio)  | Hifumi Abe · Japón              | Vazha Margvelashvili · Georgia  | An Ba-Ul · Corea del Sur Daniel Cargnin · Brasil                  |
| –73 kg (26 de julio)  | Shohei Ono · Japón              | Lasha Shavdatuashvili · Georgia | An Chang-Rim · Corea del Sur Tsend-Ochiryn Tsogtbaatar · Mongolia |
| –81 kg (27 de julio)  | Takanori Nagase · Japón         | Saeid Molaei · Mongolia         | Shamil Borchashvili · Austria Matthias Casse · Bélgica            |
| –90 kg (28 de julio)  | Lasha Bekauri · Georgia         | Eduard Trippel · Alemania       | Davlat Bobonov · Uzbekistán Krisztián Tóth · Hungría              |
| –100 kg (29 de julio) | Aaron Wolf · Japón              | Cho Gu-Ham · Corea del Sur      | Jorge Fonseca · Portugal Niyaz Iliasov · ROC                      |
| +100 kg (30 de julio) | Lukáš Krpálek · República Checa | Guram Tushishvili · Georgia     | Teddy Riner · Francia Tamerlan Bashayev · ROC                     |

### Femenino
| Evento               | Oro                           | Plata                          | Bronce                                                          |
| -------------------- | ----------------------------- | ------------------------------ | --------------------------------------------------------------- |
| –48 kg (24 de julio) | Distria Krasniqi · Kosovo     | Funa Tonaki · Japón            | Daria Bilodid · Ucrania Mönjbatyn Urantsetseg · Mongolia        |
| –52 kg (25 de julio) | Uta Abe · Japón               | Amandine Buchard · Francia     | Odette Giuffrida · Italia Chelsie Giles · Reino Unido           |
| –57 kg (26 de julio) | Nora Gjakova · Kosovo         | Sarah-Léonie Cysique · Francia | Tsukasa Yoshida · Japón Jessica Klimkait · Canadá               |
| –63 kg (27 de julio) | Clarisse Agbegnenou · Francia | Tina Trstenjak · Eslovenia     | Maria Centracchio · Italia Catherine Beauchemin-Pinard · Canadá |
| –70 kg (28 de julio) | Chizuru Arai · Japón          | Michaela Polleres · Austria    | Madina Taimazova · ROC Sanne van Dijke · Países Bajos           |
| –78 kg (29 de julio) | Shori Hamada · Japón          | Madeleine Malonga · Francia    | Anna-Maria Wagner · Alemania Mayra Aguiar · Brasil              |
| +78 kg (30 de julio) | Akira Sone · Japón            | Idalys Ortiz · Cuba            | Iryna Kindzerska · Azerbaiyán Romane Dicko · Francia            |

### Mixto
| Evento               | Oro | Plata | Bronce |
| -------------------- | --- | --- | --- |
| Equipo (31 de julio) | Francia · Clarisse Agbegnenou · Amandine Buchard · Guillaume Chaine · Axel Clerget · Sarah-Léonie Cysique · Romane Dicko · Alexandre Iddir · Kilian Le Blouch · Madeleine Malonga · Margaux Pinot · Teddy Riner | Japón · Hifumi Abe · Uta Abe · Chizuru Arai · Shori Hamada · Hisayoshi Harasawa · Shoichiro Mukai · Takanori Nagase · Shohei Ono · Akira Sone · Miku Tashiro · Aaron Wolf · Tsukasa Yoshida | Alemania · Johannes Frey · Karl-Richard Frey · Jasmin Grabowski · Katharina Menz · Dominic Ressel · Giovanna Scoccimarro · Sebastian Seidl · Theresa Stoll · Martyna Trajdos · Eduard Trippel · Anna-Maria Wagner · Igor Wandtke Israel · Tohar Butbul · Raz Hershko · Li Kochman · Inbar Lanir · Sagi Muki · Timna Nelson-Levy · Peter Paltchik · Shira Rishony · Or Sasson · Gili Sharir · Baruch Shmailov |

## Medallero
| Núm. | País            | Oro | Plata | Bronce | Total |
| ---- | --------------- | --- | ----- | ------ | ----- |
| 1    | Japón           | 9   | 2     | 1      | 12    |
| 2    | Francia         | 2   | 3     | 3      | 8     |
| 3    | Kosovo          | 2   | 0     | 0      | 2     |
| 4    | Georgia         | 1   | 3     | 0      | 4     |
| 5    | República Checa | 1   | 0     | 0      | 1     |
| 6    | Alemania        | 0   | 1     | 2      | 3     |
| 6    | Corea del Sur   | 0   | 1     | 2      | 3     |
| 6    | Mongolia        | 0   | 1     | 2      | 3     |
| 9    | Austria         | 0   | 1     | 1      | 2     |
| 10   | China Taipéi    | 0   | 1     | 0      | 1     |
| 10   | Cuba            | 0   | 1     | 0      | 1     |
| 10   | Eslovenia       | 0   | 1     | 0      | 1     |
| 13   | ROC             | 0   | 0     | 3      | 3     |
| 14   | Brasil          | 0   | 0     | 2      | 2     |
| 14   | Canadá          | 0   | 0     | 2      | 2     |
| 14   | Italia          | 0   | 0     | 2      | 2     |
| 17   | Azerbaiyán      | 0   | 0     | 1      | 1     |
| 17   | Bélgica         | 0   | 0     | 1      | 1     |
| 17   | Hungría         | 0   | 0     | 1      | 1     |
| 17   | Israel          | 0   | 0     | 1      | 1     |
| 17   | Kazajistán      | 0   | 0     | 1      | 1     |
| 17   | Países Bajos    | 0   | 0     | 1      | 1     |
| 17   | Portugal        | 0   | 0     | 1      | 1     |
| 17   | Reino Unido     | 0   | 0     | 1      | 1     |
| 17   | Ucrania         | 0   | 0     | 1      | 1     |
| 17   | Uzbekistán      | 0   | 0     | 1      | 1     |
|      | TOTAL           | 15  | 15    | 30     | 60    |